# Puccinia saniculae
Puccinia saniculae är en svampart som beskrevs av Grev. 1824. Puccinia saniculae ingår i släktet Puccinia och familjen Pucciniaceae.   Inga underarter finns listade i Catalogue of Life.